# Loki (TV-serija)
Loki je ameriška televizijska serija, ki jo je ustvaril Michael Waldron za Disney+ in temelji na Marvelovih stripih, v katerih nastopa istoimenski lik. To je tretja televizijska serija v Marvel Cinematic Universe (MCU), ki jo produciral Marvel Studios. Serija se dogaja po dogodkih v filmu Maščevalci: Zaključek (2019), v katerem je alternativna različica Lokija ustvarila novo časovnico. Waldron je služil kot glavni scenarist, Kate Herron pa je režirala prvo sezono, Eric Martin, Justin Benson in Aaron Moorhead pa so bili glavni scenaristi in vodili režijo druge sezone. 
Tom Hiddleston je ponovno upodobil svojo vlogo Lokija iz serije filmov. Poleg njega v seriji igrajo tudi Gugu Mbatha-Raw, Wunmi Mosaku, Eugene Cordero, Tara Strong, Owen Wilson, Sophia Di Martino, Jonathan Majors in Neil Ellice. V prvi sezoni igrajo tudi Sasha Lane, Jack Veal, DeObia Oparei in Richard E. Grant, v drugi sezoni pa so se igralski zasedbi pridružili še Rafael Casal, Kate Dickie, Liz Carr, Ke Huy Quan in Richard Dixon. Do septembra 2018 je Marvel Studios ustvaril številne omejene serije za Disney+, osredotočene na stranske like iz filmov MCU. Serija, ki prikazuje Hiddlestona kot Lokija, je bila potrjena novembra 2018. Waldron je bil najet februarja 2019, Herron pa se je pridružil avgusta istega leta. Martin, ki je napisal scenarij za prvo sezono, je februarja 2022 najavil, da bo napisal celotno drugo sezono, skupaj z Bensonom in Moorheadom, ki sta se pridružila režiji večine epizod sezone; Dan DeLeeuw in Kasra Farahani sta z režijo sodelovala tudi v drugi sezoni. Prvo sezono so snemali v Atlanti, Georgia, drugo sezono pa so snemali v Združenem kraljestvu. 
Serija je bil premierno predvajana 9. junija 2021. Prva sezona, sestavljena iz šestih epizod, se je zaključila 14. julija in je del četrte faze MCU. Prejela je pozitivne ocene kritikov, zlasti za predstavo. Druga sezona, prav tako sestavljena iz šestih epizod, je potekala od 5. oktobra do 9. novembra 2023 kot del pete faze. Prejela je tudi pozitivne ocene kritikov, s pohvalami za zaključek, filmsko glasbo in Lokijevo upodobitev.

## Vloge
- Tom Hiddleston – Loki
- Gugu Mbatha-Raw – Ravonna Renslayer
- Wunmi Mosaku – Hunter B-15
- Eugene Cordero – Casey
- Tara Strong – Gdč. Minuta
- Owen Wilson – Mobius M. Mobius
- Sophia Di Martino – Sylvie
- Sasha Lane – Hunter C-20
- Jack Veal – Mlad Loki
- Jonathan Majors – Tisti, ki obstaja
- Rafael Casal – Hunter X-5 / Brad Wolfe
- Kate Dickie – General Dox
- Liz Carr – Judge Gamble
- Neil Ellice – Hunter D-90
- Ke Huy Quan – Ouroboros "O.B."
- Richard Dixon – Robber Baron

## Vsebina
Po kraji Tesseracta med dogodki iz filma Maščevalci: Zaključek (2019) je alternativna različica Lokija pripeljana skrivnostnemu Organu za časovne razlike (TVA), birokratski organizaciji, ki obstaja izven časa in prostora ter spremlja časovnico. Lokiju dajo možnost izbire: soočiti se z izbrisom iz obstoja, ker je "različica časa", ali pomagati popraviti časovnico in zaustaviti večjo grožnjo. Loki konča v lastnem kriminalnem trilerju, na potovanju skozi čas pa lovi Sylvie, žensko različico sebe.
Potem, ko se prva sezona konča s prelomom časovnice in ustvarjanjem multivesolja, druga sezona prikazuje Lokija, ki se združi z Mobiusom M. Mobiusom, Hunterjem B-15 in drugimi agenti TVA v bitki za TVA. To vključuje iskanje po multiverzumu za Sylvie, Ravonno Renslayer in Gdč. Minuto. 